# Цвиккер, Даниэль
Даниэль Цвиккер (нем. Daniel Zwicker; 1612—1678) — немецкий сектант. Получил степень доктора медицины, но практикой почти не занимался и всецело посвятил себя богословским вопросам.
От протестантства он перешёл к социнианскому учению, потом, переселившись в Голландию, обратился к арминианству. Задавшись мыслью положить конец постоянным раздорам, возникающим среди христиан на почве догматических разногласий, он создал собственную религиозную систему, положив в её основу принцип терпимости, разум и авторитет Святого Писания; ему казалось, что это учение должно объединить все существующие секты. Вокруг Цвиккера сгруппировалась немногочисленная секта, именовавшая себя «терпимыми». С другой стороны, он создал себе множество врагов и под конец жизни, разочаровавшись в успехе своей системы, бросил всякую пропаганду.
Цвиккер написал до 50 полемических сочинений, частью напечатанных, частью оставшихся в рукописи. Главные из них:
- «Irenicon Irenicorum, sen reconciliaris christianorum hodiernorum norma triplex» (Амстерд., 1658);
- «Irenico-Mastix perpetuo convictus et constrictus» (ib., 1662);
- «Compelle intrare seu de contradictione Ecclesiis ostensa» (ib., 1666);
- «Irenico-Mastix posterior» (ib., 1667); «Novi foederis Josias» (ib., 1670);
- «Revelatio demonolatriae inter christianos» (ib., 1672).